# Rhipidura drownei
Rhipidura drownei е вид птица от семейство Rhipiduridae.

## Разпространение
Видът е разпространен в Папуа Нова Гвинея и Соломоновите острови.